# Svobodný stát Lippe
Svobodný stát Lippe (německy Freistaat Lippe) byl spolkovou zemí Výmarské republiky, rozkládající se na severovýchodě dnešní německé spolkové země Severní Porýní-Vestfálsko a téměř úplně se kryl s moderním zemským okresem Lippe. Bylo nástupnickým státem Knížectví Lippe, jež bylo spolkovou zemí Německého císařství. Vznikl po abdikaci posledního knížete, kdy zde byla vyhlášena republika pod názvem Svobodný stát Lippe. Jeho metropolí bylo město Detmold.
V letech 1933–1945 bylo zemí nacistického Německa. V letech 1945–1947 bylo jako Země Lippe autonomní zemí Britské okupační zóny.
Britové nehodlali zachovat Lippe jakožto samostatnou zemi a dali jejím představitelům na výběr mezi připojením k Dolnímu Sasku nebo Severnímu Porýní-Vestfálsku. Po jednáních zemská vláda pod vedením zemského prezidenta Heinricha Drakea zvolila připojení k Severnímu Porýní-Vestfálsku. Britským vojenským rozkazem č. 77 bylo pak dne 21. ledna 1947 v jejím rámci připojeno k Severnímu Porýní-Vestfálsku, přičemž přišlo o obce Lipperode a Cappel, které byly přičleněny k zemskému okresu Lippstadt.